# 上唐镇
上唐镇，是中华人民共和国江西省抚州市南城县下辖的一个乡镇级行政单位。

## 行政区划
上唐镇下辖以下地区：
上唐社区、上唐村、塘湾村、东湖村、棠下村、姑余村、坊头村、包坊村、李敖村、上乌石村、太平村、余公头村、源头村、何家村、下崔村、上舍村、德溪村和黄家村。